# Grafton Elliot Smith
Pour les articles homonymes, voir Smith.
Grafton Elliot Smith (15 août 1871 à Grafton, Australie - 1er janvier 1937 à Broadstairs, Angleterre) est un médecin anatomiste, égyptologue, anthropologue, et préhistorien australo-britannique. Il était notamment partisan de la théorie de l'hyperdiffusionnisme, plaçant l'Égypte antique comme origine de la plupart des inventions, celles-ci étant diffusées par les migrants.